# NGC 7065
NGC 7065 est une galaxie spirale barrée située dans la constellation du Verseau. Sa vitesse par rapport au fond diffus cosmologique est de 7 119 ± 24 km/s, ce qui correspond à une distance de Hubble de 105,0 ± 7,4 Mpc (∼342 millions d'al). NGC 7065 a été découverte par l'astronome allemand Albert Marth en 1864.
La classe de luminosité de NGC 70764 est I-II.
À ce jour, une mesure non basée sur le décalage vers le rouge (redshift) donne une distance d'environ 51,600 Mpc (∼168 millions d'al). Cette valeur est loin à l'extérieur des valeurs de la distance de Hubble. Notons que c'est avec la valeur moyenne des mesures indépendantes, lorsqu'elles existent, que la base de données NASA/IPAC calcule le diamètre d'une galaxie.
Selon Gérard de Vaucouleurs, Antoinette de Vaucouleurs et Harold Corwin, NGC 7065 et PGC 66774 (NGC 7065A) forment une paire de galaxies. La distance de Hubble de PGC 66774 est de 104,26 ± 7,31 Mpc (∼340 millions d'al), ce qui confirme que ces deux galaxies forment une paire réelle.